# Avaí (São Paulo)
Avaí is een gemeente in de Braziliaanse deelstaat São Paulo. De gemeente telt 5.170 inwoners (schatting 2009).

## Aangrenzende gemeenten
De gemeente grenst aan Bauru, Duartina, Gália, Presidente Alves en Reginópolis.